# Зеленець

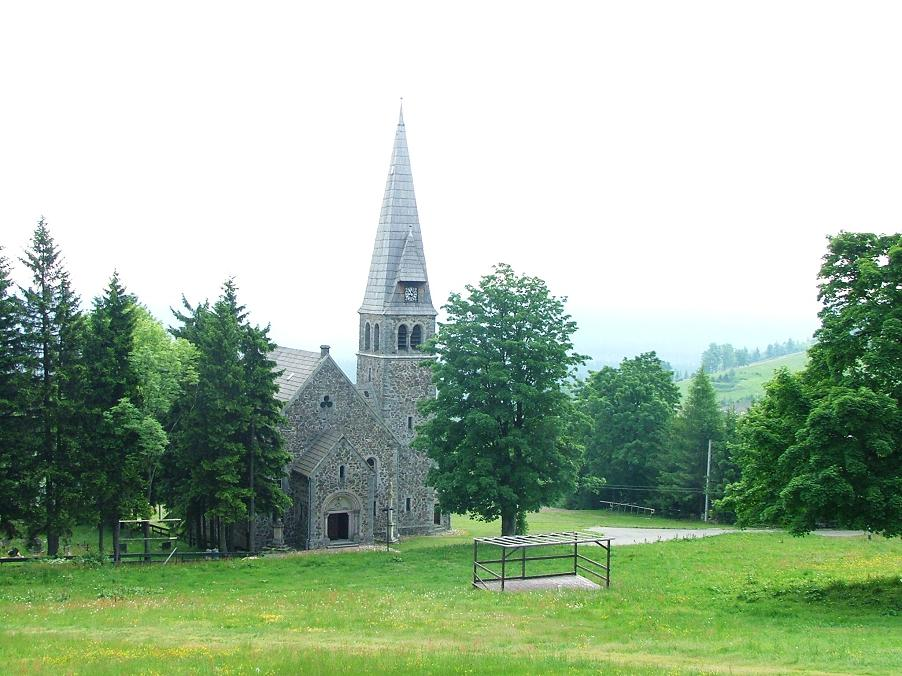
Костьол в Зеленці

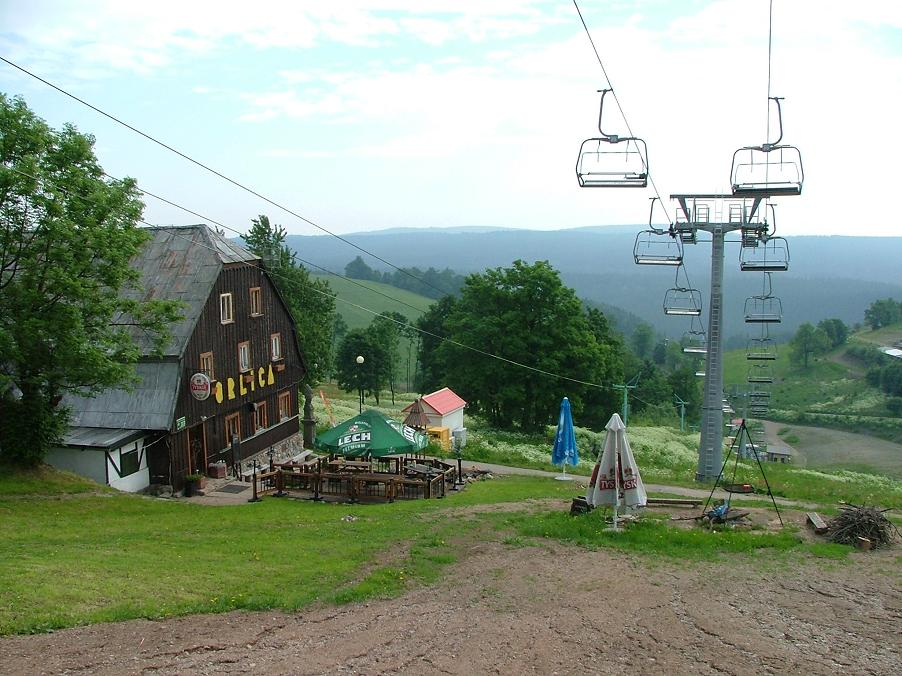
Хостел PTTK Raven в Зеленці і початок канатної дороги

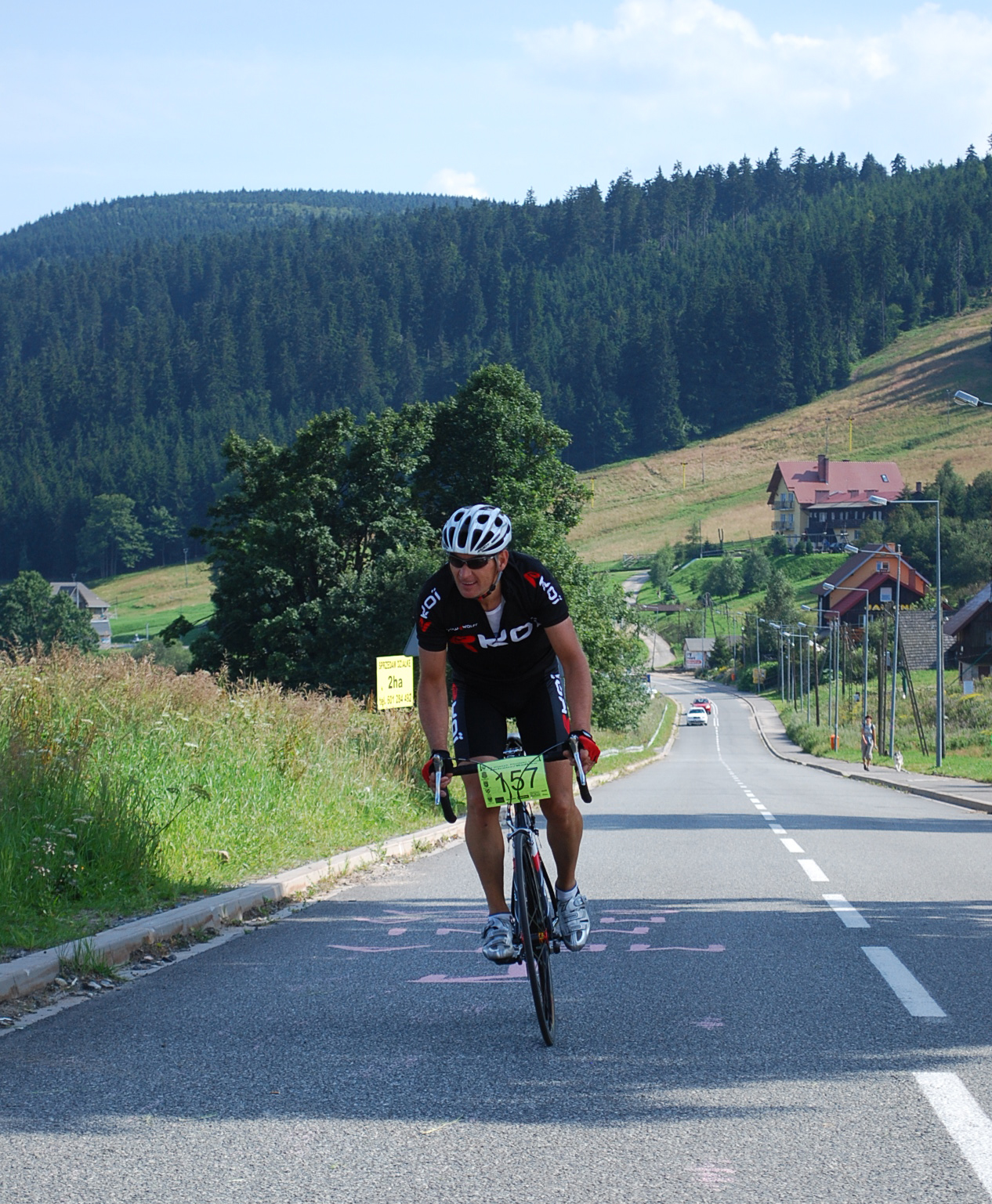
Один з велосипедистів у Classic Kłodzko

Зеленець (пол. Zieleniec, нім. Grunwald) — частина міста Душники-Здруй в Польщі (Судети), розташована на висоті 800—960, курорт зимових видів спорту.